# Douaumont
Douaumont és un municipi francès situat al departament del Mosa i a la regió del Gran Est. L'any 2007 tenia 7 habitants.

## Demografia

### Població
El 2007 la població de fet de Douaumont era de 7 persones.
La població ha evolucionat segons el següent gràfic:
Habitants censats

### Habitatges
Tots els 2 habitatges que hi havia el 2007 eren l'habitatge principal de la família. Tots els 2 habitatges eren cases. Dels 2 habitatges principals, 1 estava llogat i ocupat pels llogaters i 1 estava cedit a títol gratuït; Tots els 2habitages tenien cinc cambres o més. 2 habitatges disposaven pel capbaix d'una plaça de pàrquing. A 2 habitatges hi havia dos o més automòbils.

## Economia
El 2007 la població en edat de treballar era de 6 persones, 4 eren actives i 2 eren inactives. Les 4 persones actives estaven ocupades(2 homes i 2 dones).. De les 2 persones inactives 1 estava jubilada i 1 estava classificada com a «altres inactius».
Activitats econòmiques
L'únic establiment que hi havia el 2007 era d'una empresa d'hostatgeria i restauració.
L'únic servei als particulars que hi havia el 2009 era un restaurant.

## Poblacions més properes
El següent diagrama mostra les poblacions més properes.